# محمد احمدی (بازیکن فوتبال)
محمد احمدی (انگلیسی: Mohammad Ahmadi؛ زادهٔ ۹ ژانویهٔ ۲۰۰۰) بازیکن فوتبال است.